# Marseilles (Illinois)
Pour les articles homonymes, voir Marseille (homonymie).
Marseilles (en anglais [mɑːrˈseɪlz]) est une ville du comté de LaSalle, dans l’État de l'Illinois, aux États-Unis. Sa population s’élevait à 5 094 habitants lors du recensement de 2010. La ville est nommée d’après la ville de Marseille, en France ; Marseilles est l'orthographie anglaise de son nom.

## Source
- (en) Cet article est partiellement ou en totalité issu de l’article de Wikipédia en anglais intitulé « Marseilles, Illinois » (voir la liste des auteurs).